# Nagyvirágú kakascímer

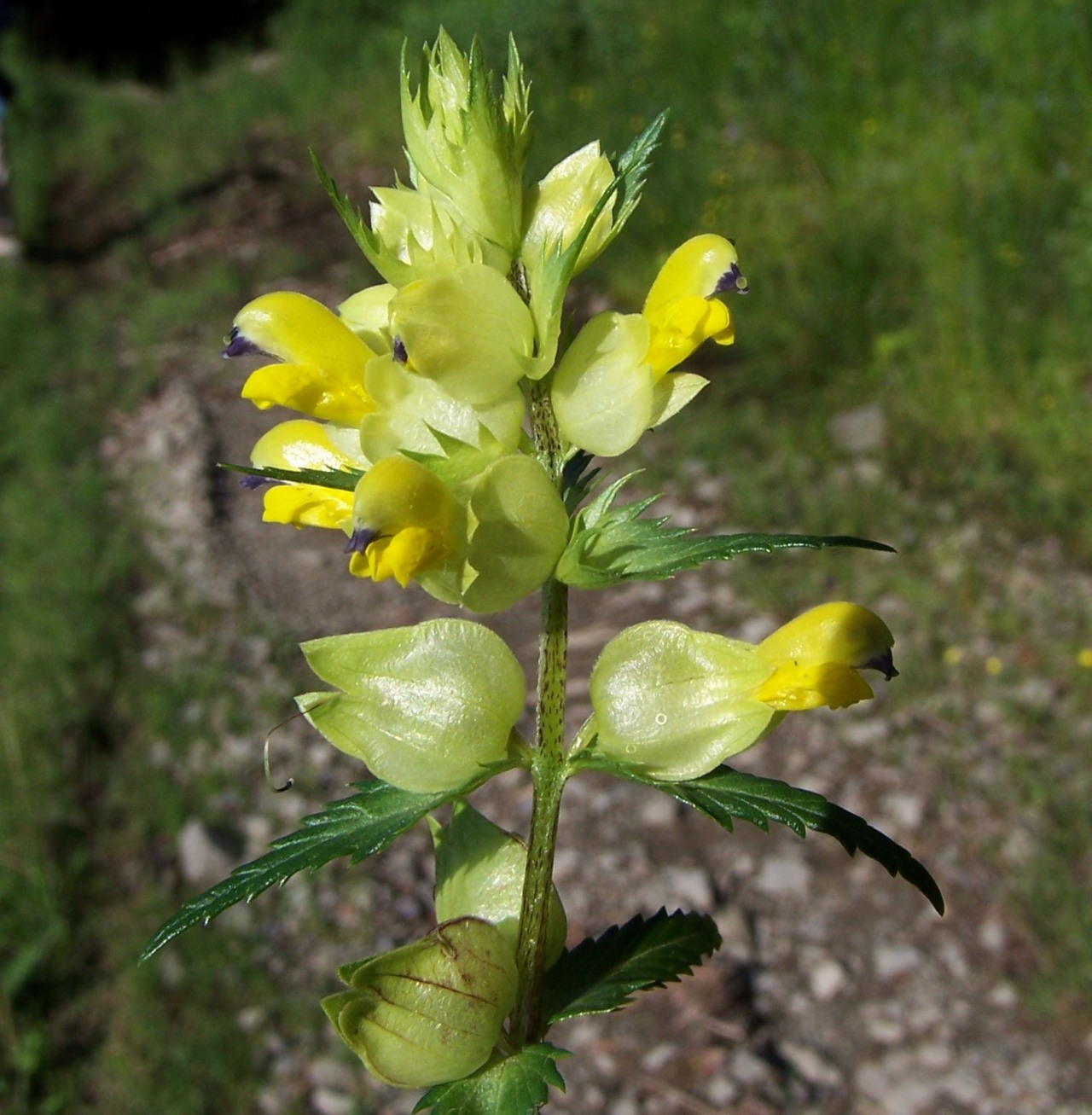
Virága

A nagyvirágú kakascímer (Rhinanthus angustifolius, Rhinanthus serotinus) az ajakosvirágúak (Lamiales) rendjéhez tartozó vajvirágfélék (Orobanchaceae) családjában a kakascímer (Rhinanthus) nemzetség hét, Magyarországon is élő fajának egyike. A franciák Péter-virágnak, a németek csörgőfazéknak nevezik.

## Származása, elterjedése
Hazánk minden tájegységén előfordul; főleg a Kisalföldön, a Dél-Dunántúlon és a Nyírségben gyakori.

## Megjelenése, felépítése
Ágas szárú, sárga virágú gyomnövény. Különös ismertetőjele a virág felfúvódott csészéje.

## Életmódja, termőhelye
Egyéves. Félélősködő fakultatív gyökérparazita. Rinantintartalma károsíthatja a lovak központi idegrendszerét. A hűvösebb lápréteken, kaszálókon él. Májustól júliusig nyílik.